# Mark Ruffalo
Mark Ruffalo [mɑɹk ˈɹʌfəloʊ] est un acteur, producteur de cinéma, scénariste et réalisateur américain, né le 22 novembre 1967 à Kenosha (Wisconsin).
Il se fait connaître par ses participations dans des films remarqués comme : Eternal Sunshine of the Spotless Mind (2004) de Michel Gondry, Zodiac (2007) de David Fincher et Blindness (2008) de Fernando Meirelles.
Dans les années 2010, il est remarqué dans deux films acclamés par la critique, le thriller psychologique Shutter Island de Martin Scorsese, et la comédie dramatique Tout va bien ! The Kids Are All Right de Lisa Cholodenko. Sa performance lui vaut une première nomination à l'Oscar du meilleur acteur dans un second rôle. Il incarne le Dr Bruce Banner / Hulk dans plusieurs blockbusters de l'univers cinématographique Marvel.
En parallèle, s'il fait partie de la distribution principale de la franchise Insaisissables (2013-2016), il apparaît dans les thrillers acclamés par la critique Foxcatcher (2014) de Bennett Miller, Spotlight (2015) de Thomas McCarthy et Dark Waters (2019) de Todd Haynes, qui lui valent deux autres nominations à l'Oscar pour les deux premiers films. Par ailleurs, il produit et tient le rôle principal du téléfilm The Normal Heart (2014) de Ryan Murphy, qui lui vaut plusieurs récompenses.

## Biographie

### Débuts et révélation

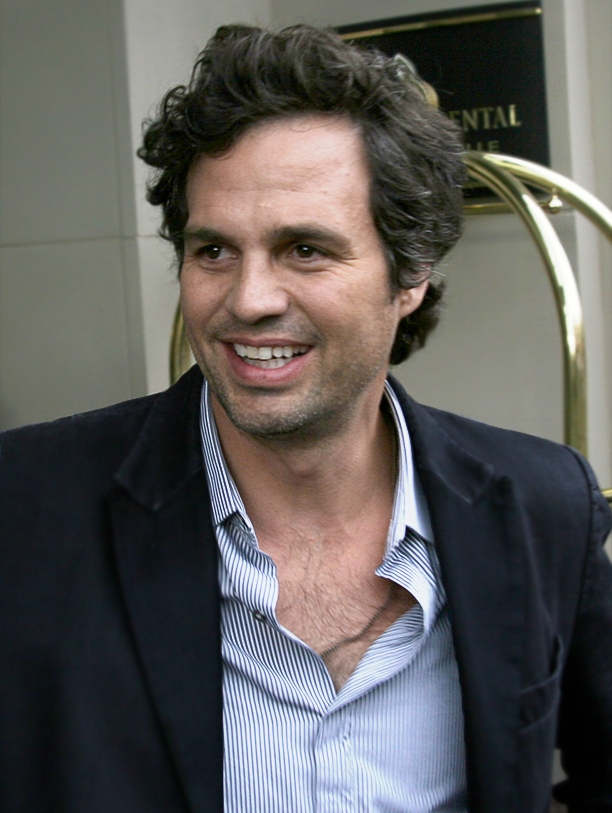
L'acteur au Toronto International Film Festival 2007, pour la première de Reservation Road.

Mark Ruffalo commence sa carrière au théâtre et fonde sa troupe l’Orpheus Theatre Company. Il obtient ses premiers rôles au cinéma au début des années 1990 dans Rough Trade et A Song for You. Après de nombreux petits rôles, il se fait remarquer en 2001 dans la comédie dramatique Tu peux compter sur moi.
Cela lui permet d'obtenir des rôles plus importants dans des grosses productions américaines telles que Le Dernier Château (The Last Castle) aux côtés de Robert Redford et Les Messagers du vent aux côtés de Nicolas Cage. En inspecteur de police dans Collatéral face à Tom Cruise, ou bien en ami à l'écoute dans 30 ans sinon rien, Mark Ruffalo jongle entre polar et comédie.
En 2007, David Fincher lui offre un rôle marquant dans le thriller Zodiac où il a pour partenaire Robert Downey Jr. et Jake Gyllenhaal. Sa performance lui ouvre la voie à des propositions de rôle plus ambitieuses.
Si la comédie d'espionnage Une arnaque presque parfaite, écrite et réalisée par Rian Johnson, est un flop commercial et que le polar Boston Streets passe inaperçu (et sort directement en DVD en France), l'année 2009 marque la sortie de son premier long métrage en tant que réalisateur, Sympathy for Delicious, qui obtient le prix spécial du jury au festival du film de Sundance.
En 2010, sa notoriété augmente et il fait partie des révélations de l'année. Il tient en effet le premier rôle masculin de la comédie dramatique indépendante Tout va bien ! The Kids Are All Right de Lisa Cholodenko, aux côtés de Julianne Moore et Annette Bening, qui est acclamée par la critique et reçoit plusieurs nominations aux Oscars. L'acteur reçoit lui-même une nomination à l'Oscar du meilleur acteur dans un second rôle. Il est également à l'affiche du thriller psychologique Shutter Island, mis en scène par Martin Scorsese, où il donne la réplique à Leonardo DiCaprio. Enfin, il tient un second rôle dans la comédie Crazy Night, de Shawn Levy, menée par Tina Fey et Steve Carell.

### Confirmation critique et commerciale

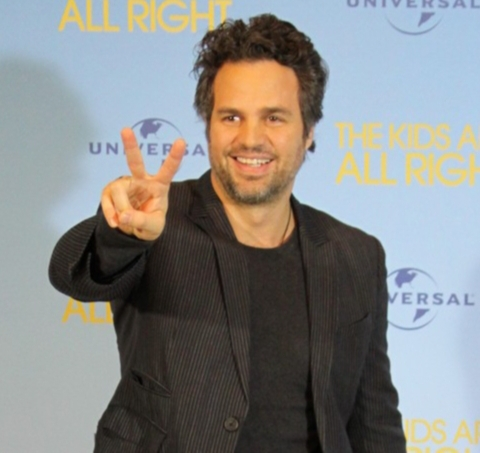
L'acteur à la première de Tout va bien ! The Kids Are All Right à la Berlinale 2010.

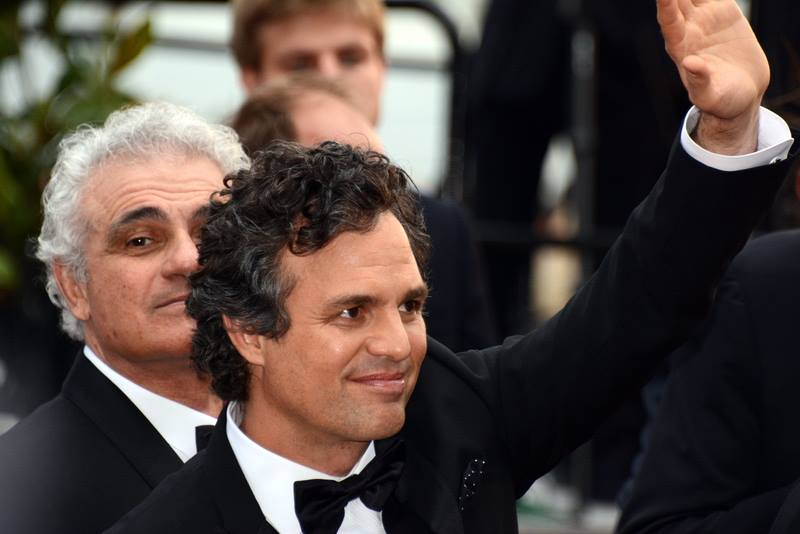
L'acteur au Festival de Cannes 2013 pour la présentation de Foxcatcher.

Au début des années 2010, Marvel Studios font le choix de lui confier le rôle du Dr Bruce Banner / Hulk, en remplacement d'Edward Norton. Il fait ses débuts sous les traits du géant vert dans le blockbuster Avengers, important succès critique et commercial de l'été 2012, écrit et réalisé par Joss Whedon. Comme beaucoup d'acteurs rejoignant l'univers cinématographique Marvel, il signe alors un contrat pour six films.
La même année, il retrouve le co-scénariste de Tout va bien ! The Kids Are All Right, qui le dirige dans la comédie dramatique chorale Sex Therapy, qui passe cependant inaperçue.
En revanche, en 2013, le blockbuster choral Insaisissables, mis en scène par le français Louis Leterrier, impressionne au box-office mondial, malgré des critiques mitigées. Tandis que la comédie musicale indépendante New York Melody, écrite et réalisée par John Carney, avec Keira Knightley, est un succès critique et commercial surprise.
En 2014, il incarne un ex-lutteur dans le thriller psychologique Foxcatcher aux côtés de Steve Carell et Channing Tatum. Ce retour à des productions noires et adultes, sous la direction de Bennett Miller, lui permet de décrocher une nomination à la 87e cérémonie des Oscars dans la catégorie meilleur acteur dans un second rôle.
En 2015, il reste dans un registre dramatique pour le film indépendant Daddy Cool, produit par J.J. Abrams, où il a pour partenaire Zoe Saldana, mais revient surtout sous les traits de Hulk dans Avengers : L'Ère d'Ultron, écrit et réalisé par Joss Whedon. Si le premier passe inaperçu, il lui permet de décrocher une nomination au Golden Globe du meilleur acteur dans un film musical ou une comédie en 2016. Tandis que le second est un nouveau succès commercial mondial.
Mais la fin de l'année est surtout marquée par la sortie du drame indépendant Spotlight, écrit et réalisé par Thomas McCarthy, où il incarne l'un des journalistes du Boston Globe lancés dans l'affaire d'un scandale ayant impliqué le diocèse de la ville éponyme et dévoilé au début des années 2000. Son interprétation de l'obstiné et passionné Michael Rezendes lui vaut une large reconnaissance critique, dont une troisième nomination à l'Oscar du meilleur acteur dans un second rôle.
En 2016, il est dans le film Insaisissables 2, réalisé par Jon M. Chu. Les critiques et le box-office sont inférieurs au premier opus.
En 2017, il sort de son statut de second rôle chez l'univers cinématographique Marvel en partageant l'affiche de Thor: Ragnarok, avec Chris Hemsworth, sous la direction de Taika Waititi. Le film amorce un arc narratif en trois parties qui se poursuit dans les blockbusters Avengers: Infinity War, sorti en 2018 et Avengers: Endgame, dévoilé en 2019. En 2020, il obtient le Primetime Emmy Award du meilleur acteur dans une mini-série ou un téléfilm grâce à son interprétation de deux frères jumeaux dans la mini-série dramatique I Know This Much Is True.
En 2023, Mark Ruffalo donne la réplique à Emma Stone, Ramy Youssef et Willem Dafoe dans le film Pauvres Créatures très salué par la critique, interprétant le sulfureux Duncan Wedderburn. Ce rôle lui obtient de nombreuses nominations, dont celle de l'Oscar du meilleur acteur dans un second rôle. L'année suivante, il décroche sa propre étoile sur le célèbre Hollywood Walk of Fame. La même année, il apparaît aussi dans le film de Bong Joon-ho, Mickey 17, un thriller de science-fiction adapté du roman Mickey7 de Edward Ashton.

### Vie privée

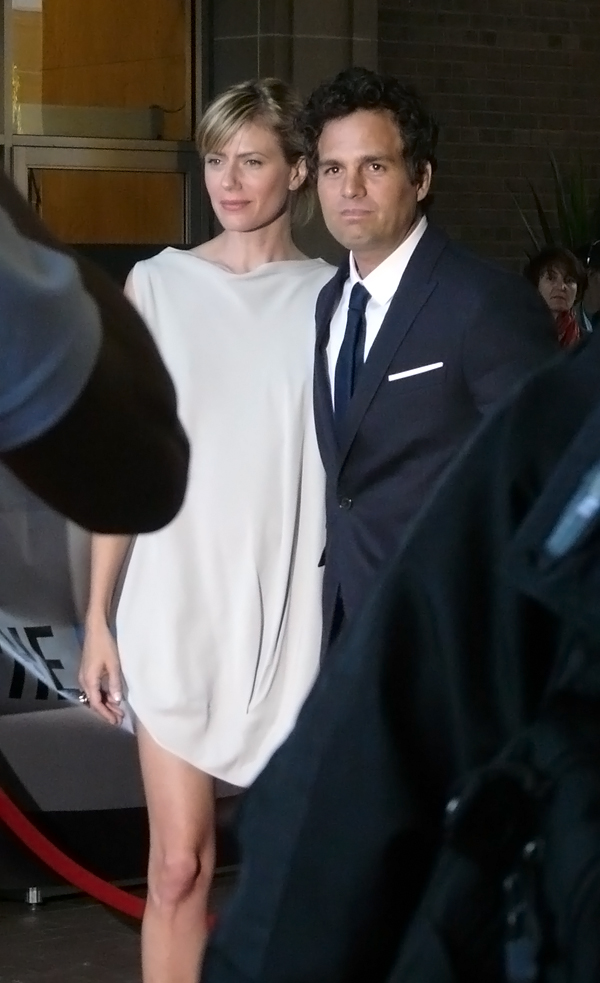
Mark Ruffalo et Sunrise Coigney au Festival International du film de Toronto 2008.

Mark Ruffalo a été élevé dans trois religions : le catholicisme, le mouvement Born again et le bahaïsme.
Il est marié depuis 2000 avec l'actrice américaine, d'origine française, Sunrise Coigney,. Le couple a trois enfants : Keen (2001), Bella Noche (2005) et Odette (2007).
En 2016, Mark Ruffalo révèle qu'il est devenu sourd de l'oreille gauche à la suite d'une opération du cerveau pour se faire retirer une tumeur bégnine causé par un neurinome de l'acoustique. L'opération a provoqué une paralysie du visage pendant quelques mois et causé une perte d'audition,.

### Prises de position
Lors de la campagne pour l'élection présidentielle américaine de 2016, il soutient Bernie Sanders. Il lui renouvelle son soutien lors des primaires démocrates de 2020. 
Le 10 mars 2024, il affiche son soutien aux manifestants propalestiniens ayant retardé la cérémonie des Oscars de six minutes en déclarant sur le tapis rouge : « La manifestation palestinienne a interrompu la cérémonie des Oscars ce soir ! L'humanité gagne ! ». 

## Filmographie

### Cinéma

#### Années 1990
- 1993 : A Song for You de Ken Martin : Gus Davison
- 1994 : Mirror, Mirror II: Raven Dance (en) de Jimmy Lifton : Christian
- 1994 : Génération 65 (There Goes My Baby) de Floyd Mutrux : J. D.
- 1995 : Le Cadeau du ciel (A Gift from Heaven) de Jack Lucarelli : rôle inconnu - à corriger c'est Full Cast & Crew de Jack Lucarelli
- 1995 : Mirror, Mirror III: The Voyeur (en) de Rachel Gordon et Virginia Perfili : Joey
- 1996 : The Destiny of Marty Fine (en)de Michael Hacker : Brett - également scénariste
- 1996 : Le Dentiste (The Dentist) de Brian Yuzna : Steve Landers
- 1996 : Blood Money de John Sheppird : l'avocat
- 1996 : The Last Big Thing (en) de Dan Zukovic : Brent Benedict
- 1998 : Casses en tous genres (Safe Men) de John Hamburg : Frank
- 1998 : Studio 54 de Mark Christopher : Ricko
- 1999 : A Fish in the Bathtub de Joan Micklin Silver : Joel
- 1999 : Chevauchée avec le diable (Ride with the Devil) d'Ang Lee : Alf Bowden

#### Années 2000
- 2000 : Tu peux compter sur moi (You Can Count on Me) de Kenneth Lonergan : Terry Prescott
- 2000 : Committed (en) de Lisa Krueger : T-Bo
- 2001 : Life/Drawing (es) de Dan Bootzin : Alex
- 2001 : Le Dernier Château (The Last Castle) de Rod Lurie : Yates
- 2002 : XX/XY (en) de Austin Chick (en) : Coles
- 2002 : Windtalkers : Les Messagers du vent (Windtalkers) de John Woo : Private Pappas
- 2003 : Ma vie sans moi (My Life Without Me) d'Isabel Coixet : Lee
- 2003 : Hôtesse à tout prix (View from the top) de Bruno Barreto : Ted Stewart
- 2003 : In the Cut de Jane Campion : l'inspecteur Malloy
- 2004 : We Don't Live Here Anymore de John Curran : Jack Linden - également producteur
- 2004 : Eternal Sunshine of the Spotless Mind de Michel Gondry : Stan
- 2004 : 30 ans sinon rien (13 Going on 30) de Gary Winick : Matt Flamhaff
- 2004 : Collatéral (Collateral) de Michael Mann : Fanning
- 2005 : Et si c'était vrai… (Just Like Heaven) de Mark Waters : David Abbott
- 2005 : La rumeur court... (Rumor Has It…) de Rob Reiner de Steven Zaillian : Jeff Daly
- 2006 : Les Fous du roi (All the King's Men) de Steven Zaillian : Adam Stanton
- 2007 : Zodiac de David Fincher : David Toschi
- 2007 : Reservation Road de Terry George : Dwight Arno
- 2008 : Blindness de Fernando Meirelles : le docteur
- 2008 : Une arnaque presque parfaite (The Brothers Bloom) de Rian Johnson : Stephen
- 2008 : Boston Streets de Brian Goodman (en) : Brian Reilly
- 2009 : Max et les Maximonstres (Where the Wild Things Are) de Spike Jonze : le petit ami

#### Années 2010
- 2010[35] : Sympathy for Delicious de Mark Ruffalo : le père Joe - également réalisateur
- 2010 : Tout va bien ! The Kids Are All Right (The Kids Are All Right) de Lisa Cholodenko : Paul
- 2010 : Shutter Island de Martin Scorsese : le marshal Chuck Aule
- 2010 : Crazy Night de Shawn Levy : Brad Sullivan
- 2011 : Margaret de Kenneth Lonergan : Maretti
- 2012 : Avengers de Joss Whedon : Dr Bruce Banner / Hulk
- 2012 : Sex Therapy (Thanks for Sharing) de Stuart Blumberg : Adam
- 2013 : Iron Man 3 de Shane Black : Dr Bruce Banner / Hulk (caméo scène post-générique, non crédité)
- 2013 : Insaisissables (Now You See Me) de Louis Leterrier : Dylan Rhodes
- 2013 : New York Melody (Begin Again) de John Carney : Dan
- 2014 : Foxcatcher de Bennett Miller : Dave Schultz
- 2015 : Avengers : L'Ère d'Ultron (Avengers: Age of Ultron) de Joss Whedon : Dr Bruce Banner / Hulk
- 2015 : Daddy Cool (Infinitely Polar Bear) de Maya Forbes : Cameron Stuart
- 2015 : Spotlight de Thomas McCarthy : Michael Rezendes
- 2016 : Insaisissables 2 (Now You See Me 2) de Jon M. Chu : Dylan Rhodes
- 2017 : Thor: Ragnarok de Taika Waititi : Dr Bruce Banner / Hulk
- 2018 : Avengers: Infinity War d'Anthony et Joe Russo : Dr Bruce Banner / Hulk
- 2019 : Captain Marvel d'Anna Boden et Ryan Fleck : Dr Bruce Banner / Hulk (caméo scène post-générique, non crédité)
- 2019 : Avengers: Endgame d'Anthony et Joe Russo : Dr Bruce Banner / Professeur Hulk
- 2019 : Dark Waters de Todd Haynes : Robert « Rob » Bilott - également producteur

#### Années 2020
- 2021 : Shang-Chi et la Légende des Dix Anneaux (Shang-Chi and the Legend of the Ten Rings) de Destin Daniel Cretton : Dr Bruce Banner / Hulk (caméo scène post-générique, non crédité)
- 2022 : Adam à travers le temps (The Adam Project) de Shawn Levy : Louis Reed
- 2023 : Pauvres Créatures (Poor Things) de Yórgos Lánthimos : Duncan Wedderburn
- 2024 : Deadpool et Wolverine (Deadpool and Wolverine) de Shawn Levy :  Dr Bruce Banner / Hulk (caméo)
- 2025 : Mickey 17 de Bong Joon-ho : Kenneth Marshall

Prochainement
- 2025 : Crime 101 de Bart Layton
- 2025 : Insaisissables 3 (''Now You See Me 3) de Ruben Fleischer : Dylan Rhodes
- 2026 : Spider-Man : Brand New Day de Destin Daniel Cretton : Dr Bruce Banner / Hulk
- 2026 : Karma de Guillaume Canet

#### Courts métrages
- 1992 : Rough Trade de Christopher Speidel : Hank
- 1999 : How Does Anyone Get Old? de Janet Mitchell : Johnnie[36]
- 2016 : Team Thor (en) de Taika Waititi : Bruce Banner[37]

### Télévision

#### Téléfilms
- 1997 : On the 2nd Day of Christmas (en) de James Frawley : Bert
- 1998 : Houdini (en) de Pen Densham (en) : Theo
- 2014 : The Normal Heart de Ryan Murphy : Ned Weeks

#### Séries télévisées
- 2000 : The Beat (en) : Zane Marinelli
- 2020 : I Know This Much Is True : Dominick et Thomas Birdsey (6 épisodes)
- 2021-2023 : What If...? : Bruce Banner / Hulk (série d'animation, voix originale - saison 1, épisode 1[réf. nécessaire] ; saison 2, épisode 3)
- 2022 : She-Hulk : Avocate (She-Hulk: Attorney at Law') - 3 épisodes : Dr Bruce Banner / Professeur Hulk
- 2023 : Toute la lumière que nous ne pouvons voir (All the Light We Cannot See) : Daniel LeBlanc

#### Jeux vidéo
- 2016 : Lego Marvel's Avengers : Dr Bruce Banner / Hulk (version originale)

## Théâtre
- 1998 : This Is Our Youth : Warren
- 2006 : Awake and Sing! (en) de Clifford Odets : Moe

## Distinctions

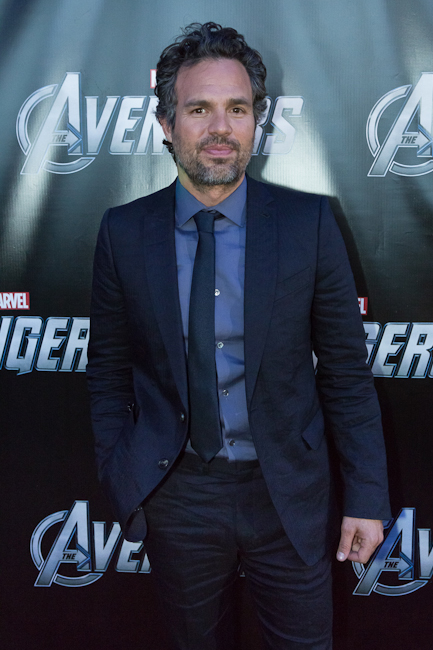
L'acteur à la première de Avengers au TIFF 2012, qui lui vaut un MTV Movie Awards 2013.

### Récompenses
- Los Angeles Film Critics Association Awards 2000 :
  - Meilleur acteur de la nouvelle génération dans Tu peux compter sur moi
  - Meilleur acteur dans Tu peux compter sur moi

- Chlotrudis Awards 2010 : Meilleur acteur dans un second rôle pour Tout va bien ! The Kids Are All Right
- Festival du film de Sundance 2010 : Prix spécial du jury du meilleur film dramatique pour Sympathy for Delicious

- Chlotrudis Awards 2011 : Meilleure distribution dans Tout va bien ! The Kids Are All Right partagé avec Mia Wasikowska, Joaquín Garrido, Annette Bening, Kunal Sharma, Eddie Hassell, Rebecca Lawrence Levy, Josh Hutcherson, Yaya Alafia et Julianne Moore

- MTV Movie Awards 2013 : Meilleur combat dans Avengers partagé avec Robert Downey Jr., Chris Evans, Chris Hemsworth, Scarlett Johansson, Jeremy Renner et Tom Hiddleston
- Primetime Emmy Awards 2014 : Meilleur téléfilm pour The Normal Heart
- Gotham Awards 2014 : Special Jury Award pour Foxcatcher (avec Steve Carell et Channing Tatum)
- San Diego Film Critics Society Awards 2014 : Meilleur acteur dans un second rôle pour Foxcatcher
- Screen Actors Guild Awards 2015 : Meilleur acteur dans une mini-série ou un téléfilm pour The Normal Heart
- National Society of Film Critics Awards 2015 : Meilleur acteur dans un second rôle (2e place)
- Primetime Emmy Awards 2020 : Meilleur acteur dans une mini-série ou un téléfilm pour I Know This Much Is True
- Golden Globes 2021 : meilleur acteur dans une mini-série ou un téléfilm pour I Know This Much Is True[38]

### Nominations
- Boston Society of Film Critics Awards 2000 : meilleur acteur dans Tu peux compter sur moi
- San Diego Film Critics Society Awards 2000 : meilleur acteur dans Tu peux compter sur moi
- Toronto Film Critics Association Awards 2000 : meilleur acteur dans Tu peux compter sur moi

- Chicago Film Critics Association Awards 2001 : meilleur acteur dans Tu peux compter sur moi
- Chlotrudis Awards 2001 : meilleur acteur dans Tu peux compter sur moi
- Dallas-Fort Worth Film Critics Association Awards 2001 : meilleur acteur dans Tu peux compter sur moi
- Independent Spirit Awards 2001 : meilleur acteur dans Tu peux compter sur moi
- National Society of Film Critics Awards 2001 : meilleur acteur dans Tu peux compter sur moi
- Southeastern Film Critics Association Awards 2001 : meilleur acteur dans Tu peux compter sur moi
- Vancouver Film Critics Circle Awards 2001 : meilleur acteur dans Tu peux compter sur moi

- Chlotrudis Awards 2004 : meilleur acteur dans un second rôle pour Tu peux compter sur moi
- MTV Movie Awards 2004 :
  - meilleur acteur dans une comédie pour 30 ans sinon rien
  - meilleure alchimie pour 30 ans sinon rien (partagé avec Jennifer Garner)

- MTV Movie Awards 2005 : meilleure interprétation musicale dans 30 ans sinon rien (partagé avec Jennifer Garner)

- Satellite Awards 2008 :
  - meilleur acteur dans une comédie pour Une arnaque presque parfaite
  - meilleur acteur dans un film dramatique pour What Doesn't Kill You

- Vancouver Film Critics Circle Awards 2009 : meilleur second rôle masculin dans un film canadien pour Blindness

- Boston Society of Film Critics Awards 2010 : meilleure distribution dans Tout va bien ! The Kids Are All Right (partagé avec Annette Bening, Julianne Moore, Mia Wasikowska et Josh Hutcherson)
- Chicago Film Critics Association Awards 2010 : meilleur acteur dans un second rôle pour Tout va bien ! The Kids Are All Right
- Gotham Awards 2010 : meilleure distribution pour Tout va bien ! The Kids Are All Right (partagé avec Annette Bening, Julianne Moore, Mia Wasikowska et Josh Hutcherson)
- Las Vegas Film Critics Society Awards 2010 : meilleur acteur dans un second rôle pour Tout va bien ! The Kids Are All Right
- Phoenix Film Critics Society Awards 2010 :
  - meilleur acteur dans un second rôle pour Tout va bien ! The Kids Are All Right
  - meilleure distribution pour Tout va bien ! The Kids Are All Right (partagé avec Annette Bening, Julianne Moore, Mia Wasikowska, Josh Hutcherson, Yaya Alafia, Rebecca Lawrence Levy, Eddie Hassell, Joaquín Garrido et Kunal Sharma)
- Washington DC Area Film Critics Association Awards : meilleure distribution dans Tout va bien ! The Kids Are All Right (partagé avec Annette Bening, Julianne Moore, Mia Wasikowska, Josh Hutcherson, Yaya Alafia, Rebecca Lawrence Levy, Eddie Hassell, Joaquín Garrido et Kunal Sharma)

- BAFTA Awards 2011 : meilleur acteur dans un second rôle pour Tout va bien ! The Kids Are All Right
- Broadcast Film Critics Association Awards 2011 :
  - meilleur acteur dans un second rôle pour Tout va bien ! The Kids Are All Right
  - meilleure distribution dans Tout va bien ! The Kids Are All Right (partagé avec Annette Bening, Julianne Moore, Mia Wasikowska, Josh Hutcherson, Yaya Alafia, Rebecca Lawrence Levy, Eddie Hassell, Joaquín Garrido et Kunal Sharma)
- Central Ohio Film Critics Association 2011 :
  - meilleur acteur dans un second rôle pour Tout va bien ! The Kids Are All Right
  - meilleure distribution dans Tout va bien ! The Kids Are All Right (partagé avec Annette Bening, Julianne Moore, Mia Wasikowska, Josh Hutcherson, Yaya Alafia, Rebecca Lawrence Levy, Eddie Hassell, Joaquín Garrido et Kunal Sharma)
- Critics' Choice Movie Awards 2011 : meilleur second rôle masculin pour Tout va bien ! The Kids Are All Right
- Independent Spirit Awards 2011 : meilleur second rôle masculin pour Tout va bien ! The Kids Are All Right
- Online Film Critics Society Awards 2011 : meilleur second rôle masculin pour Tout va bien ! The Kids Are All Right
- Oscars 2011 : meilleur acteur dans un second rôle pour Tout va bien ! The Kids Are All Right
- Saturn Awards 2011 : meilleur second rôle masculin pour Shutter Island
- Screen Actors Guild Awards 2011 :
  - meilleur acteur dans un second rôle pour Tout va bien ! The Kids Are All Right
  - meilleure distribution dans Tout va bien ! The Kids Are All Right (partagé avec Annette Bening, Julianne Moore, Mia Wasikowska et Josh Hutcherson)

- MTV Movie Awards 2013 :
  - meilleur acteur à l'écran pour Avengers (partagé avec Robert Downey Jr.)
  - meilleur héros dans Avengers
- Primetime Emmy Awards 2014 : Meilleur acteur dans une mini-série ou un téléfilm pour The Normal Heart
- Critics' Choice Movie Awards 2015 : meilleur acteur dans un second rôle pour Foxcatcher
- Golden Globes 2015 : meilleur acteur dans un second rôle pour Foxcatcher
- Oscars 2015 : meilleur acteur dans un second rôle pour Foxcatcher
- Satellite Awards 2015 : meilleur acteur dans un second rôle pour Foxcatcher
- Screen Actors Guild Awards 2015 : meilleur acteur dans un second rôle pour Foxcatcher
- Vancouver Film Critics Circle Awards 2015 : meilleur acteur dans un second rôle pour Foxcatcher
- Oscars 2016 : meilleur acteur dans un second rôle pour Spotlight
- Screen Actors Guild Awards 2021 : meilleur acteur dans une mini-série ou un téléfilm pour I Know This Much Is True[39]
- Golden Globes 2024 : meilleur acteur dans un second rôle pour Pauvres Créatures
- Oscars 2024 : meilleur acteur dans un second rôle pour Pauvres Créatures

## Voix francophones
Entre 1998 et 2012, Mark Ruffalo est doublé par plusieurs comédiens en version française. Il est notamment doublé à trois reprises par Cédric Dumond dans Collatéral, Eternal Sunshine of the Spotless Mind et Reservation Road. Il est également doublé à deux reprises chacun par Arnaud Arbessier dans Et si c'était vrai… et Les Fous du roi, Alexis Victor dans La rumeur court... et Zodiac ainsi que par Olivier Jankovic dans Le Dentiste et Windtalkers : Les Messagers du vent. À titre exceptionnel, il est doublé par Thierry Wermuth dans Casses en tous genres, Damien Boisseau dans Le Dernier Château, Thibault de Montalembert dans In the Cut, Bernard Gabay dans Blindness, Boris Rehlinger dans Une arnaque presque parfaite, Marc Weiss dans Margaret, Yann Guillemot dans Max et les Maximonstres, Robinson Stévenin dans Shutter Island, Nessym Guetat dans Crazy Night, David Macaluso dans Tout va bien ! The Kids Are All Right et Michaël Cermeno dans Sex Therapy.
Si Rémi Bichet le double en 2004 dans 30 ans sinon rien, ce n'est qu'à partir du film Avengers sorti en 2012 qu'il devient sa voix régulière. Ainsi, il le retrouve dans les autres œuvres de l'univers cinématographique Marvel, les films Insaisissables, The Normal Heart, New York Melody, Foxcatcher, Spotlight et I Know This Much Is True. Il est remplacé à quelques reprises : en 2014 par Jonathan Cohen dans Daddy Cool, en 2019 par Félicien Juttner dans Dark Waters et en 2022, puis en 2023, par Laurent Maurel dans Adam à travers le temps puis dans la mini-série Toute la lumière que nous ne pouvons voir.
En version québécoise, Sylvain Hétu est la voix québécoise régulière de l'acteur qu'il double notamment dans 54, À vif, 13 ans, bientôt 30, Le chemin de nos foyers, La rumeur court…, L'Aveuglement, Une famille unique, univers cinématographique Marvel, les films Insaisissable ou encore Dark Waters. Louis-Philippe Dandenault le double à huit reprises dans Tu peux compter sur moi, Profession : Hôtesse de l'air, Du soleil plein la tête, Ma vie sans moi, Dissensions, Margaret, Nouveau Refrain et Spotlight : Édition spéciale. Enfin, Antoine Durand le double dans La Voix des vents.